# Malcolm Cannon
Malcolm Roger Cannon (Birmingham, Inglaterra, 22 de junho de 1944) é um ex-patinador artístico britânico, que competiu na dança no gelo e no individual masculino. Com Yvonne Suddick ele conquistou uma medalha de prata e uma de bronze em campeonatos mundiais, duas medalhas de prata em campeonatos europeus e foi duas vezes vice-campeão do campeonato nacional britânico. Competindo pelo individual masculino foi campeão do campeonato nacional britânico e disputou os Jogos Olímpicos de Inverno de 1964, onde terminou na vigésima posição.

## Principais resultados

### Dança no gelo com Yvonne Suddick
| Resultados           | Resultados        | Resultados       | Resultados    | Resultados    | Resultados    | Resultados    | Resultados    | Resultados    | Resultados    | Resultados    | Resultados    | Resultados    | Resultados    | Resultados    | Resultados    |  |
| Internacional        | Internacional     | Internacional    | Internacional | Internacional | Internacional | Internacional | Internacional | Internacional | Internacional | Internacional | Internacional | Internacional | Internacional | Internacional | Internacional |  |
| Evento/Temporada     | 1966– 1967        | 1967– 1968       |               |               |               |               |               |               |               |               |               |               |               |               |               |  |
| -------------------- | ----------------- | ---------------- | ------------- | ------------- | ------------- | ------------- | ------------- | ------------- | ------------- | ------------- | ------------- | ------------- | ------------- | ------------- | ------------- |  |
| Campeonato Mundial   | Medalha de bronze | Medalha de prata |               |               |               |               |               |               |               |               |               |               |               |               |               |  |
| Campeonato Europeu   | Medalha de prata  | Medalha de prata |               |               |               |               |               |               |               |               |               |               |               |               |               |  |
| Nacional             |                   |                  |               |               |               |               |               |               |               |               |               |               |               |               |               |  |
| Campeonato Britânico | Medalha de prata  | Medalha de prata |               |               |               |               |               |               |               |               |               |               |               |               |               |  |
|                      |                   |                  |               |               |               |               |               |               |               |               |               |               |               |               |               |  |

### Individual masculino
| Resultados                                            | Resultados       | Resultados      | Resultados    | Resultados    | Resultados      | Resultados    | Resultados    | Resultados    | Resultados    | Resultados    | Resultados    | Resultados    | Resultados    | Resultados    | Resultados    |  |
| Internacional                                         | Internacional    | Internacional   | Internacional | Internacional | Internacional   | Internacional | Internacional | Internacional | Internacional | Internacional | Internacional | Internacional | Internacional | Internacional | Internacional |  |
| Evento/Temporada                                      | 1961– 1962       | 1962– 1963      | 1963– 1964    |               | 1965– 1966      |               |               |               |               |               |               |               |               |               |               |  |
| ----------------------------------------------------- | ---------------- | --------------- | ------------- | ------------- | --------------- | ------------- | ------------- | ------------- | ------------- | ------------- | ------------- | ------------- | ------------- | ------------- | ------------- |  |
| Jogos Olímpicos                                       |                  |                 | 20.º          |               |                 |               |               |               |               |               |               |               |               |               |               |  |
| Campeonato Mundial                                    |                  | 18.º            |               | 18.º          |                 |               |               |               |               |               |               |               |               |               |               |  |
| Campeonato Europeu                                    | 12.º             | 12.º            |               | 15.º          |                 |               |               |               |               |               |               |               |               |               |               |  |
| Nacional                                              |                  |                 |               |               |                 |               |               |               |               |               |               |               |               |               |               |  |
| Campeonato Britânico                                  | Medalha de prata | Medalha de ouro |               |               | Medalha de ouro |               |               |               |               |               |               |               |               |               |               |  |
|                                                       |                  |                 |               |               |                 |               |               |               |               |               |               |               |               |               |               |  |
| Legenda: Competição não foi disputada nesta temporada |                  |                 |               |               |                 |               |               |               |               |               |               |               |               |               |               |  |